# Röszke
Röszke (szerbül: Реске / Reske, horvátul: Riska) község Csongrád-Csanád vármegye Szegedi járásában.

## Fekvése
Röszke a Tisza folyó és a déli országhatár mentén terül el. Központja Szeged belvárosától 11 kilométerre, az országhatártól pedig mintegy 3 kilométerre terül el. Északkelet, kelet és délkelet felől Szegedhez tartozó külterületi határrészek övezik, délnyugati szomszédja a már Szerbiához tartozó Horgos, nyugat felől Mórahalommal, északnyugat felől pedig Domaszékkel határos.

### Megközelítése

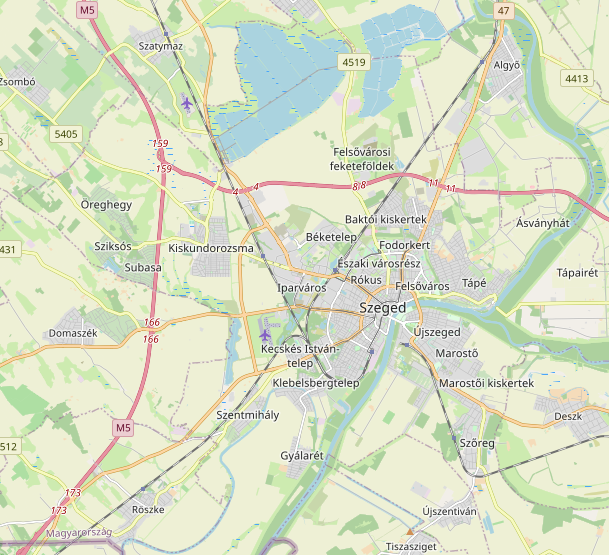
Röszke Szeged környéke térképén

#### Közút
A település területén áthalad az 5-ös főút és az M5-ös autópálya is, sőt mindkettő itt éri el az országhatárt is.
Röszke belterülete az autópálya felől a bonyolult alaprajzú, pihenőhellyel is kombinált Szeged-dél–Röszke csomópontnál letérve érhető el, az 5512-es, majd a 4301-es úton. Ez utóbbi út teljesen végighúzódik a településen, annak főutcájaként, ezen érhető el az 5-ös főút itteni körforgalma felől is, illetve Szeged belvárosa irányából is. Utóbbi megközelítési útvonalhoz az 5-ös főútról (Szabadkai útról) nagyjából egy kilométerrel annak vasúti keresztezését elhagyva, Kecskés István-telep városrész déli részénél kell letérni, Röszke elérése előtt az út még átvezet Szentmihály városrészen is.

#### Vasút
Vonattal a település MÁV 136-os számú Szeged–Szabadka-vasútvonalán érhető el. Röszke vasútállomás a vonal állomásainak viszonylatában Szeged vasútállomás és a szerbiai Horgos vasútállomása között található; fizikailag a központtól északnyugatra, a lakott terület északi peremén helyezkedik el, közúti megközelítését a 43 302-es számú mellékút és egy abból kiágazó, számozatlan önkormányzati út biztosítja.

## Története
1439-ben említ először egy oklevél Szeged tartozékaként egy »Rezke«-t. A röszkei terület lakóiról a középkori-kora újkori források azonban jószerével semmit sem mondanak.
A 18. század első felében egyes források már „falunak” jellemezték a terület szerb lakóit. 
 A török hódoltság után újra betelepülő szegedi határban Röszke azzal különbözött a környező tanyavilágtól, az Alsótanyán keletkezett mai, szomszédos községektől, hogy már 1730 környékén út menti házsor, településszerű falucska bontakozott ki.
A 19. század első felében dohánykertészek telepe volt. Ez a „kertészközség" noha nem lett önálló, bizonyos fajta önkormányzatot fejleszthetett ki. Így már az 1848-49-es szabadságharc idején elöljárósága, bírája, esküdtje volt. Ebben az időben albíróság működött Röszkén, amely 60 akkori forint perértékű ügyekben dönthetett. Alsótanyán máshol nem volt ilyen albíróság; Szegeden is csak három: Alsó- és Felsővároson, meg Rókuson. Ez a sajátságos röszkei önkormányzat csak a tanyai kapitányságok megszervezésével, 1862-ben szűnt meg. Röszke ekkor a hatalmas szegedi határ egyik kapitányságává fokozódott le.
Röszke gazdálkodását kezdetben a dohánytermesztés, utóbb, a dohány állami monopóliumának bevezetése (1851) után a paprikatermesztés jellemezte, amely fontos még ma is.
1950-ig nem volt önálló község, hanem Szeged része. 
A 20. század elejére falu fejlődött, mely 1950-re vált önálló községgé.
A kezdeti – a rendkívül nagy csecsemő- és gyermekhalandóság ellenére elért – népességnövekedés 1930-ban ért a csúcsra, 4364 fővel. A község megszületésekor, 1950-ben még mindig 4227 főt írtak össze; 1960 után azonban egyre kevesebbet; 1990-ben már csak 2979 főt. Szeged szuburbanizációs hatása miatt a népesség az utóbbi évtizedekben újra emelkedik.

## Közélete

### Polgármesterei
- 1990–1994: Magyari László (független)[8]
- 1994–1998: Magyari László (független)[9]
- 1998–2002: Magyari László (független)[10]
- 2002–2006: Magyari László (független)[11]
- 2006–2010: Borbásné Márki Márta (független)[12]
- 2010–2014: Borbásné Márki Márta (független)[13]
- 2014–2019: Borbásné Márki Márta Ilona (független)[14]
- 2019–2024: Borbásné Márki Márta (független)[15]
- 2024– : Borbásné Márki Márta (független)[1]

## Népesség
A település népességének változása:
| Lakosok száma | 3296 | 3123 | 3091 | 3169 | 3217 | 3256 | 3285 | 3357 | 3327 | 3362 |
|               | 2010 | 2012 | 2013 | 2015 | 2016 | 2018 | 2019 | 2021 | 2022 | 2024 |

### Etnikumok
2001-ben a település lakosságának közel 100%-a magyar nemzetiségűnek vallotta magát.
A 2011-es népszámlálás során a lakosok 91,9%-a magyarnak, 0,2% cigánynak, 0,3% németnek, 0,5% románnak, 0,8% szerbnek mondta magát (8,1% nem nyilatkozott; a kettős identitások miatt a végösszeg nagyobb lehet 100%-nál).
2022-ben a lakosság 88,8%-a vallotta magát magyarnak, 1,1% szerbnek, 0,6% cigánynak, 0,5% románnak, 0,5% németnek, 0,2% szlováknak, 0,1-0,1% szlovénnek, horvátnak, görögnek, örménynek és bolgárnak, 2,8% egyéb, nem hazai nemzetiségűnek (11,1% nem nyilatkozott; a kettős identitások miatt a végösszeg nagyobb lehet 100%-nál). 

### Vallási megoszlás
A vallási megoszlás a következő volt: római katolikus 66,2%, református 3%, evangélikus 0,4%, görögkatolikus 0,2%, felekezeten kívüli 11,3% (17% nem nyilatkozott).
2022-ben vallásuk szerint 40,2% volt római katolikus, 2,5% református, 0,5% evangélikus, 0,4% görög katolikus, 0,2% ortodox, 1% egyéb keresztény, 1% egyéb katolikus, 11,8% felekezeten kívüli (42,5% nem válaszolt).

## Gazdaság
Az M5-ös autópálya átadása után, 2006-ban az 5-ös főút melletti valamennyi benzinkút tönkrement.

## Nevezetességei
- Páduai Szent Antal-templom
- A művelődési ház parkjában I. világháborús és Nagy Imre emlékmű;
- A templom kertjében II. világháborús emlékmű.

## Ismert szülöttei és lakosai
- Rózsa Sándor, betyár, 1813. Már az apja is betyár volt. Első ismert rablását 1836-ban követte el.
- Kéri László, politológus.

## Testvértelepülései
- Horgos, Szerbia
- Lanžhot, Csehország
- Végvár, Románia (Bánság, Temes megye)
- Beregsurány, Magyarország

## Képgaléria

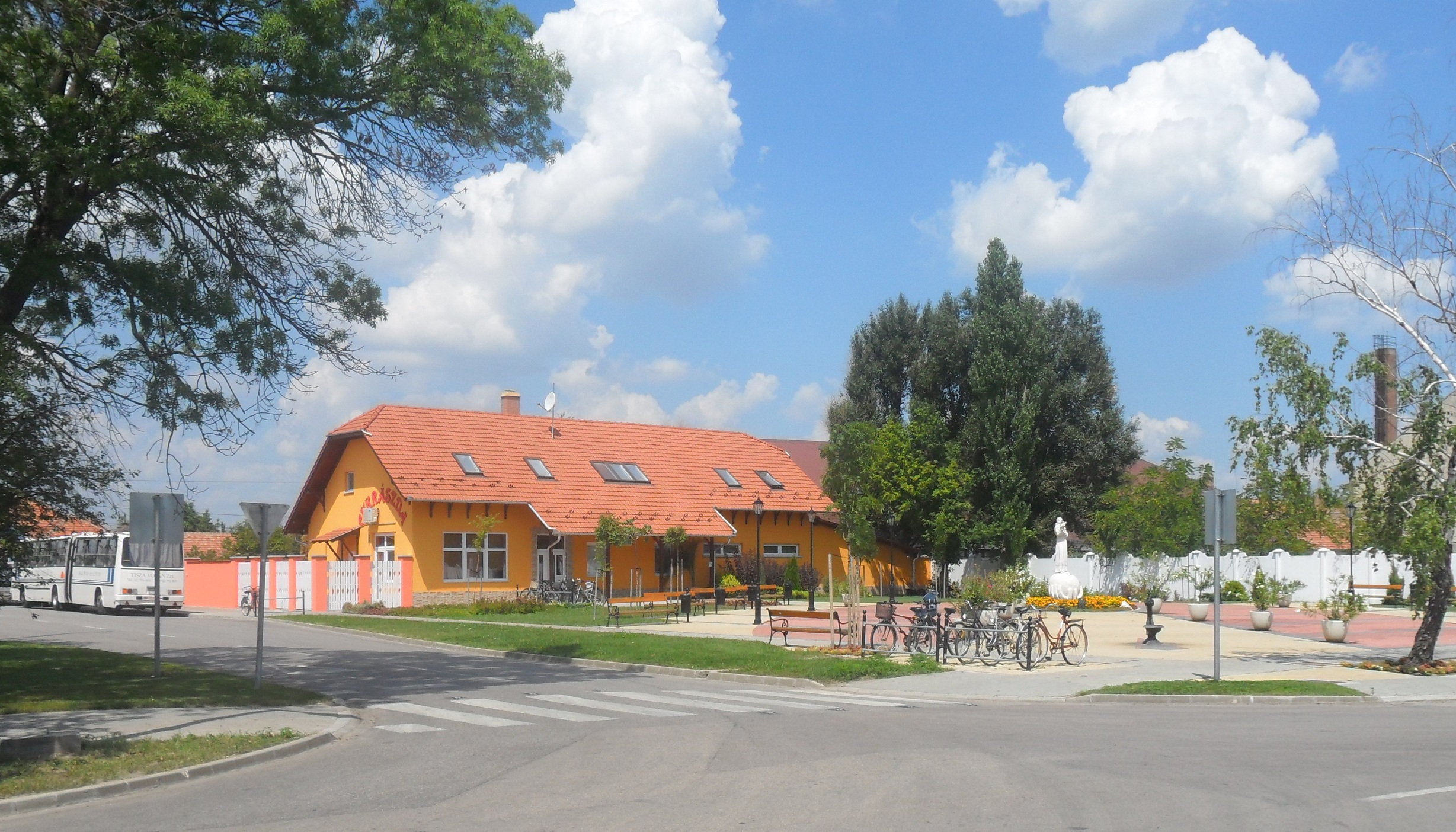
Röszke központjának tere, Szent Antal tér
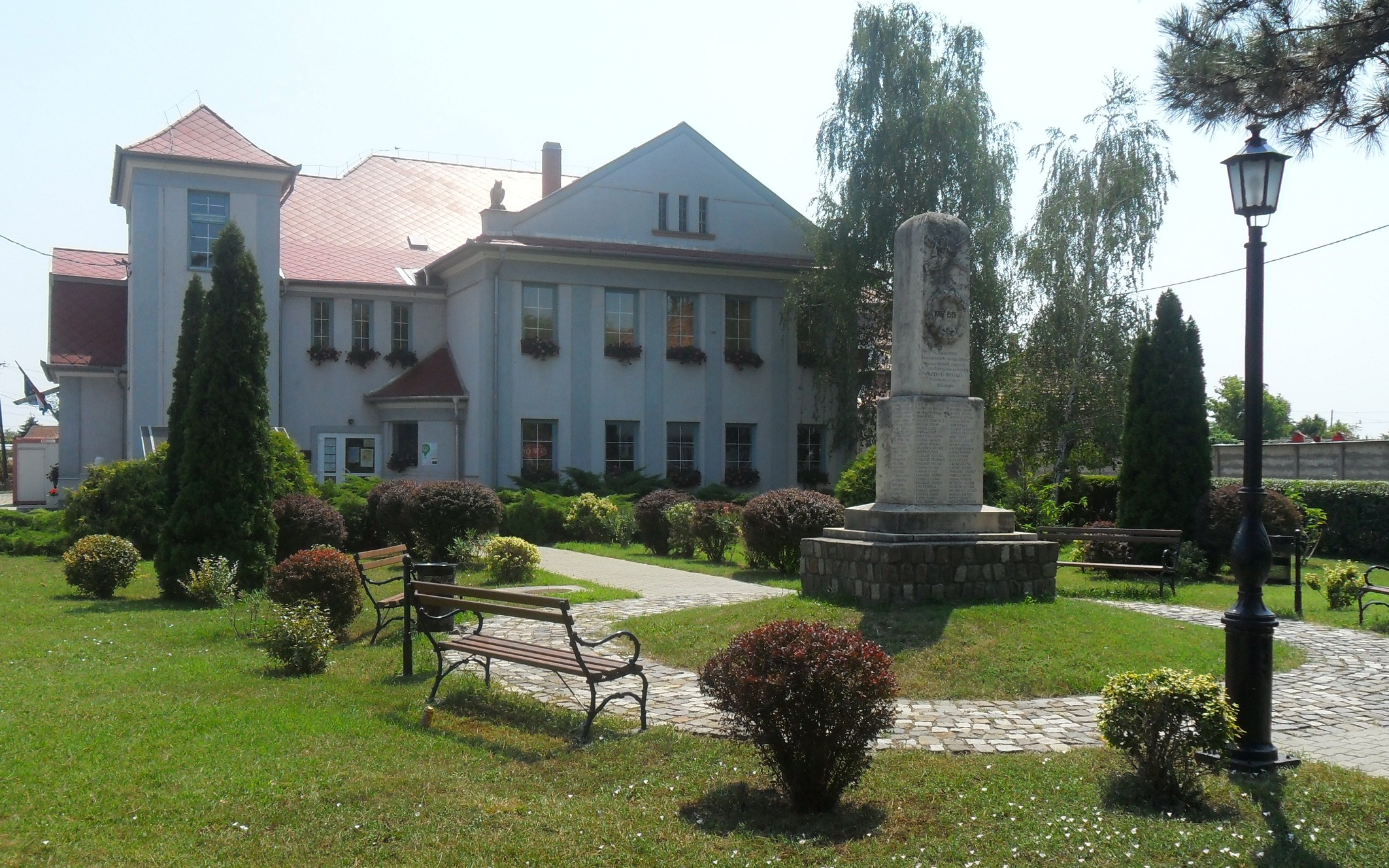
Művelődési Ház az előtte levő parkkal
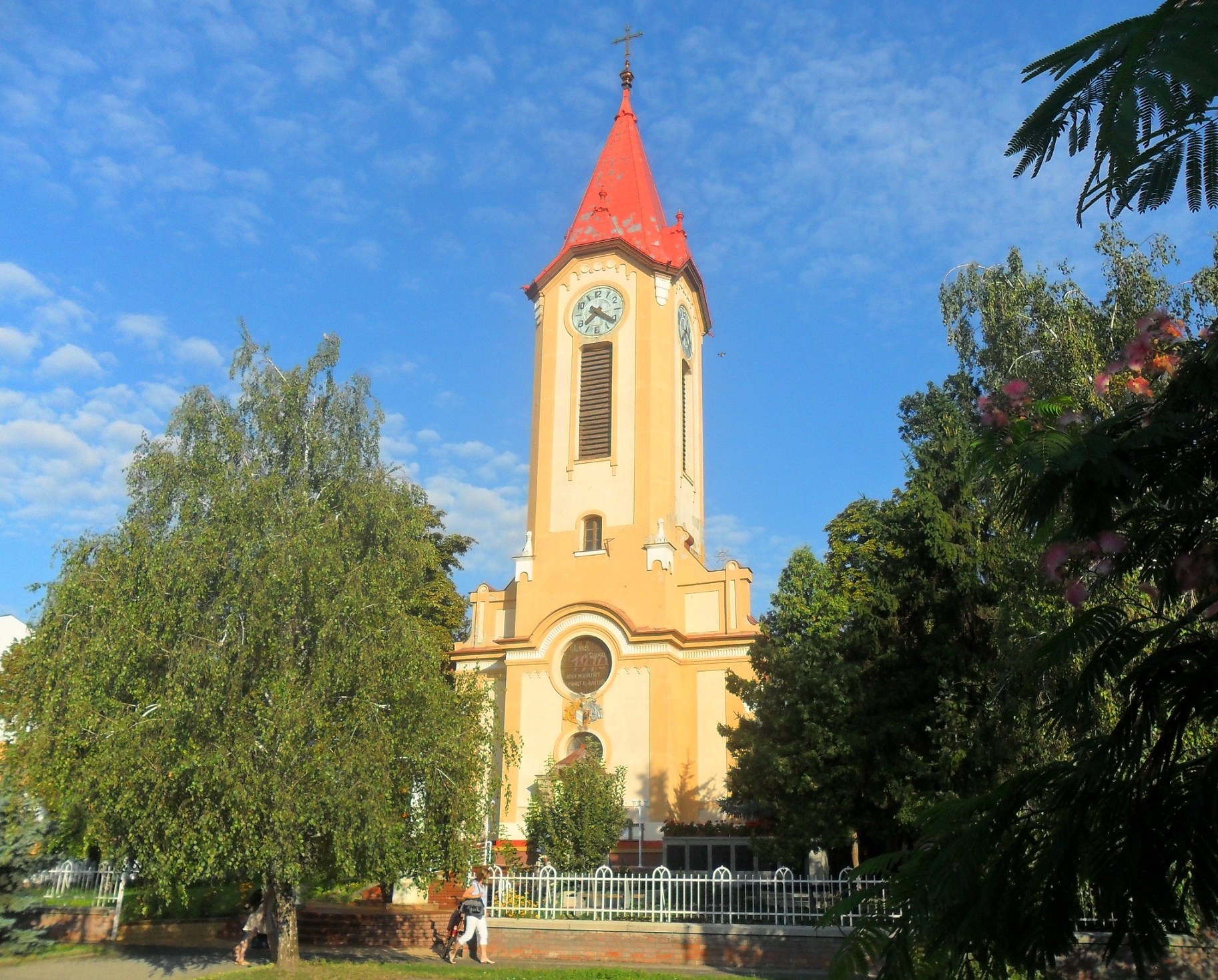
Római katolikus templom
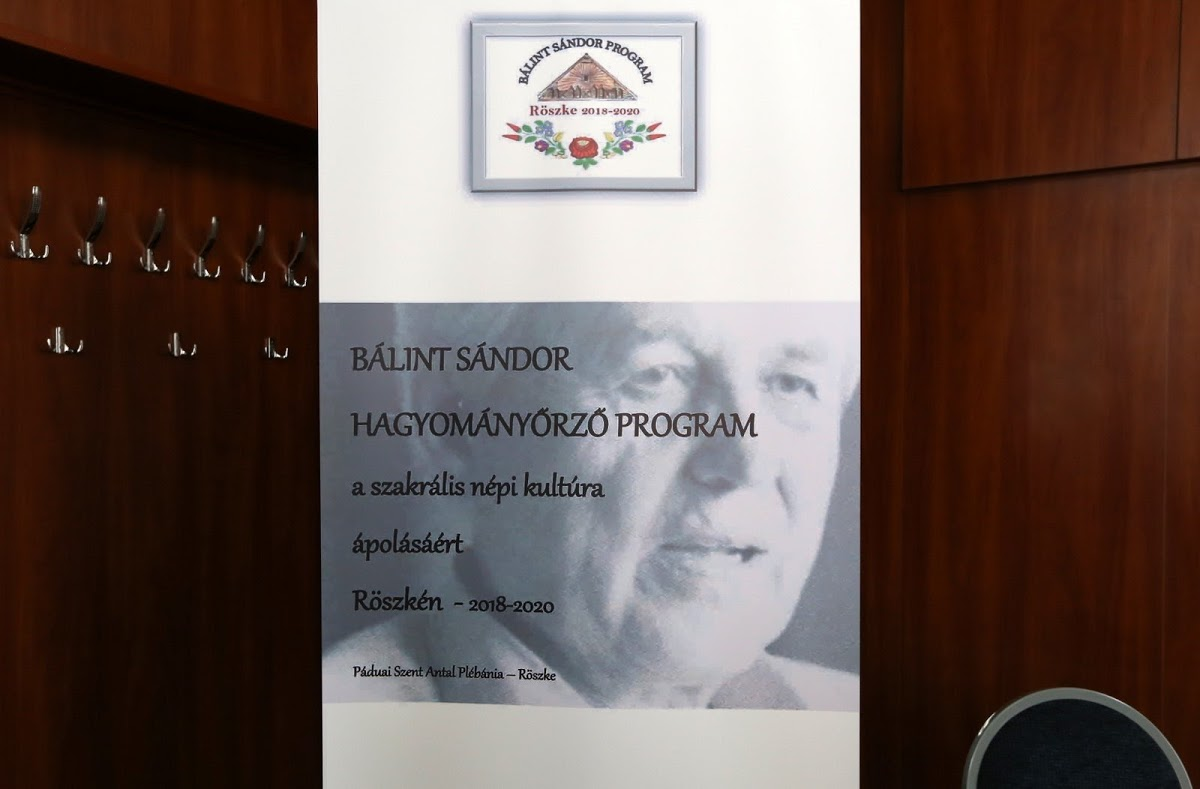
Bálint Sándor hagyományőrző program felhívó plakátja
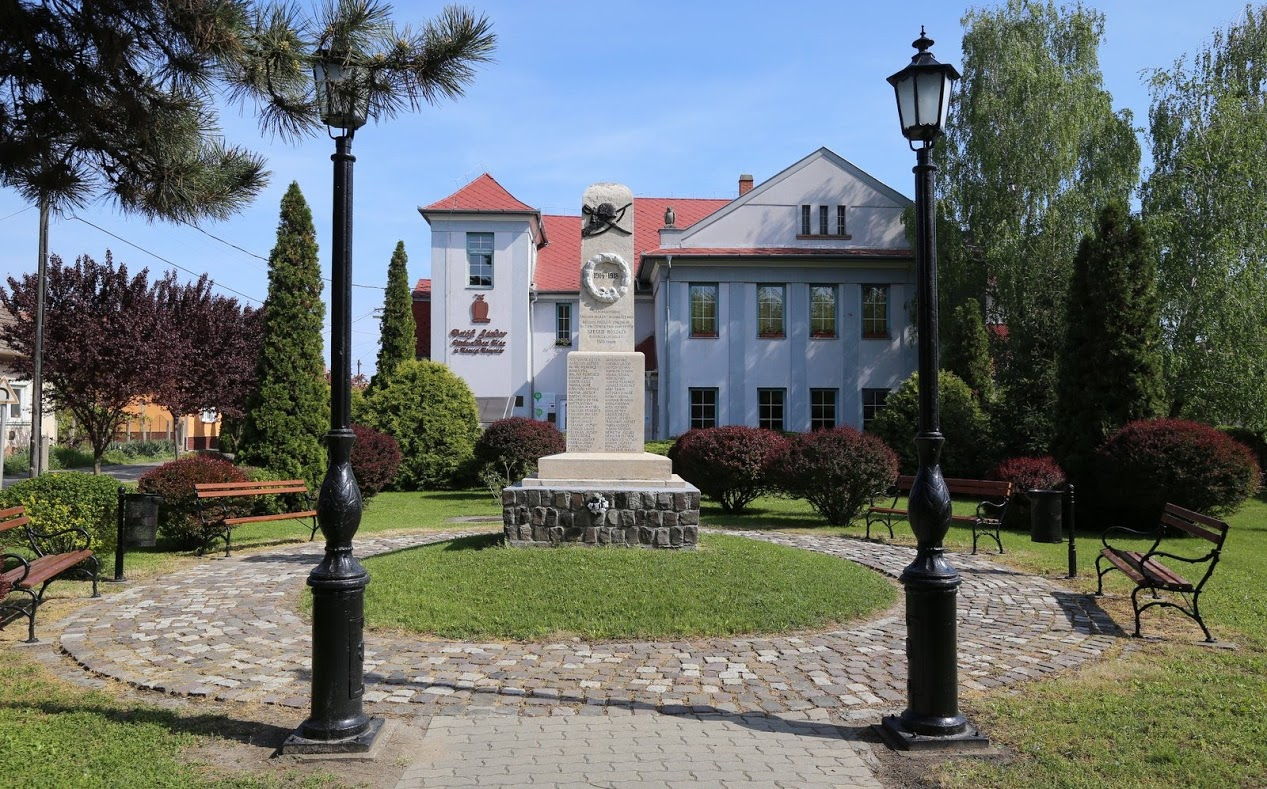
Művelődési Ház
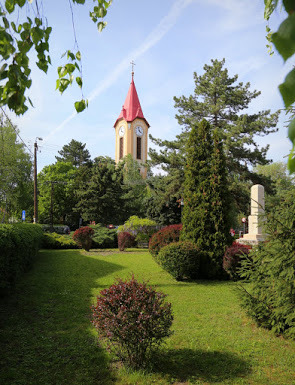
A katolikus templom tornya és a Világháborús emlékmű a Művelődési Ház kertjében